# 澳門細蟻
澳門細蟻（學名：Leptanilla macauensis）是蟻科細蟻屬的一個物種。該種為該屬在澳門已知的唯一物種，亦為澳門特別行政區成立後，第一個以澳門为种加词的昆蟲物種。

## 物種描述
該物種外觀上成黃棕色，觸角顏色稍淺。本種目前僅有工蟻形態發現。
工蟻體長約1.1毫米。頭楯後緣與額部無明顯界限，頭楯有明顯中葉（median lobe），且有兩外葉（lateral lobe）。大顎咬合面有明顯3齒，無後胸背溝（metanotal  groove）。柄下突（subpetiolar  process）小鉤狀，前足基跗節（basitarsus）腹側面有10根粗毛，眼部退化消失。

## 生物學
在澳門細蟻的文氏袋採集樣本中發現有蜈蚣，推測可能會捕食蜈蚣。

## 發現歷史
2017年1月25日，就讀臺灣大學昆蟲學研究所的澳門昆蟲學者梁志文在青洲山進行入侵種螞蟻調查時，用文氏袋（Winkler bag）採集到該物種，在鑑定之後認定本種屬於細蟻屬的物種，為該屬在澳門的首筆紀錄。在比對該屬物種之後，確定該種為一未曾描述過之新物種。在香港大學的管納德博士（Benoit Guénard）和鹿兒島大學博物館的山根正氣博士協助下，論文發表於國際期刊《亞洲蟻學》（Asian Myrmecology）之中，這是繼2006年後，澳門首度再次發現新物種。該種為繼澳門綠虎天牛（Chlorophorus macaumensis）、澳門舉腹蟻（Crematogaster macaoensis）和澳門巨蚊（Toxorhynchites (Toxorhynchites) macaensis）後，第四種以澳門命名的昆蟲，亦為澳門特別行政區成立後，第一個以澳門命名的昆蟲物種。

## 辭源
該物種种加词「macauensis」以模式產地澳門命名。

## 分布
該種為細蟻屬在澳門已知的唯一物種，目前僅知產於澳門青州山。